# أوتافيو هنريكي سانتوس
أوتافيو هنريكي سانتوس (بالبرتغالية: Otávio Henrique Santos) هو لاعب كرة قدم برازيلي في مركز الوسط، ولد في 4 مايو 1994 في ماسايو في البرازيل. لعب مع أتلتيكو باراناينسي.

## وصلات خارجية
- أوتافيو هنريكي سانتوس على موقع قاعدة بيانات كرة القدم.إي يو (الإنجليزية)
- أوتافيو هنريكي سانتوس على موقع ليكيب (الفرنسية)
- أوتافيو هنريكي سانتوس على موقع Soccerway.com (الإنجليزية)
- أوتافيو هنريكي سانتوس على موقع AS.com (الإسبانية)